# Classe Hüdâvendigâr
La classe Hüdâvendigâr fu una classe navale di due incrociatori protetti della marina militare ottomana impostata nel 1892 e mai completata.

## Storia
Dopo la grande espansione della marina ottomana avvenuta tra il 1861 e il 1876, voluta dal sultano Abdul Aziz, che portò la Osmanlı Donanması a divenire la terza potenza navale del mondo dietro a Gran Bretagna a Francia il suo successore, Abdul Hamid II, decise di tagliare i fondi destinati all'acquisto di nuovi mezzi, ma necessari anche alla manutenzione delle navi in servizio. Durante la guerra tra Russia e Impero ottomano del 1877-1878 la flotta ottomana non diede una buona prova, anche se guidata da un valente ufficiale inglese, il bahrie limassi Hobart Pasha. Tra l'inizio degli anni ottanta e anni novanta del XIX secolo, il nuovo sultano decise di pensionare numerosi ammiragli compreso Hobart Pasha, cancellando nel contempo numerosi contratti per la realizzazione di navi all'estero. All'inizio degli anni novanta, per contrastare l'invecchiamento della flotta, fu deciso di avviare un limitato piano di rafforzamento che verteva sulla realizzazione della nave da battaglia Abdul Kadir, di due incrociatori protetti classe Hüdâvendigâr, e su due più piccoli classe Feyza-i Bahri.
Per la realizzazione del progetto dei due incrociatori protetti più grossi si guardò a quanto realizzato all'estero fino ad allora, con un occhio di riguardo ai paesi potenzialmente avversari nel Mediterraneo, come Italia, Spagna e Austria-Ungheria. A quell'epoca la Regia Marina aveva realizzato l'incrociatore protetto Giovanni Bausan, e le tre unità classe Etna (varate tra il 1883 e il 1888). In Spagna si erano realizzati i tre incrociatori classe Reina Regente (scesi in mare tra il 1887 e il 1892), mentre i cantieri austro-ungarici avevano varato le due unità classe Kaiser Franz Joseph (1889-1890). Nel 1891 vennero ordinati i due incrociatori protetti classe Hüdavendigar, la cui prima unità fu impostata presso il cantiere navale Tersâne-i Âmire di Costantinopoli nel 1892. L'armamento principale previsto verteva su due grossi cannoni da 210 mm, relativamente pesanti per il dislocamento dell'unità. La seconda unità della classe, la Selimieh, venne ordinata nello stesso anno, ma la sua costruzione, sospesa già nel mese di luglio, venne definitivamente cancellata nel 1892. La costruzione dell'unità capoclasse andò a rilento e fu arrestata nel 1897, in quanto la categoria degli incrociatori protetti stava rapidamente divenendo obsoleta, sostituita sugli scali dagli incrociatori corazzati. Durante il conflitto con la Grecia, avvenuto tra il febbraio 1896 e il settembre 1897, la flotta da battaglia ottomana diede una pessima prova e si rese evidente che urgeva un piano di rinforzo. Il Ministro della Marina, Hassan Rahmi Pasha, convocò una commissione di inchiesta che stilò un impietoso rapporto sullo stato della flotta, consegnato il 27 giugno 1897. Nel 1904 l'Hüdâvendigâr era ancora largamente incompleto, e il comando della flotta stese un progetto per il suo completamento che prevedeva un armamento largamente modificato. Tuttavia la nave non fu mai completata, e venne demolita sullo scalo all'incirca nel 1911, in quanto ormai la marina ottomana aveva acquistato due moderni incrociatori protetti di produzione straniera, il Medjidieh e l'Hamidiye.

### Annotazioni
1. ↑  Profondamente conservatore il Sultano riteneva gli ammiragli troppo progressisti.
2. ↑  Derivato dal cileno Esmeralda.
3. ↑  Per due volte le navi non riuscirono a salpare dal Mar di Marmara, neanche al traino dei rimorchiatori.
4. ↑  L'armamento previsto si basava su 2 cannoni da 150/45, 6 da 120/50, 4 da 76, 4 pezzi da 47 a tiro rapido, e 4 tubi lanciasiluri singoli da 450 mm.

### Fonti
1. 1 2 3 4 5 6  Langensiepen, Güleryüz 1995, p. 148.
2. 1 2 3  Da Frè 2011, p. 82.
3. 1 2 3 4 5 6 7 8 9  Da Frè 2011, p. 83.
4. 1 2  Gardiner 1979, p. 342.
5. ↑  Langensiepen, Güleryüz 1995, p. 7.
6. ↑  Langensiepen, Güleryüz 1995, p. 9.
7. 1 2 3  Da Frè 2011, p. 84.